# Ursel Grohn
Ursel Lotte Carla Elisabeth Grohn, geborene Schönrock, (* 21. Februar 1927 in Stralsund; † 2. März 2020 in Hannover) war eine deutsche Kunsthistorikerin und Stiftungsgründerin.

## Werdegang

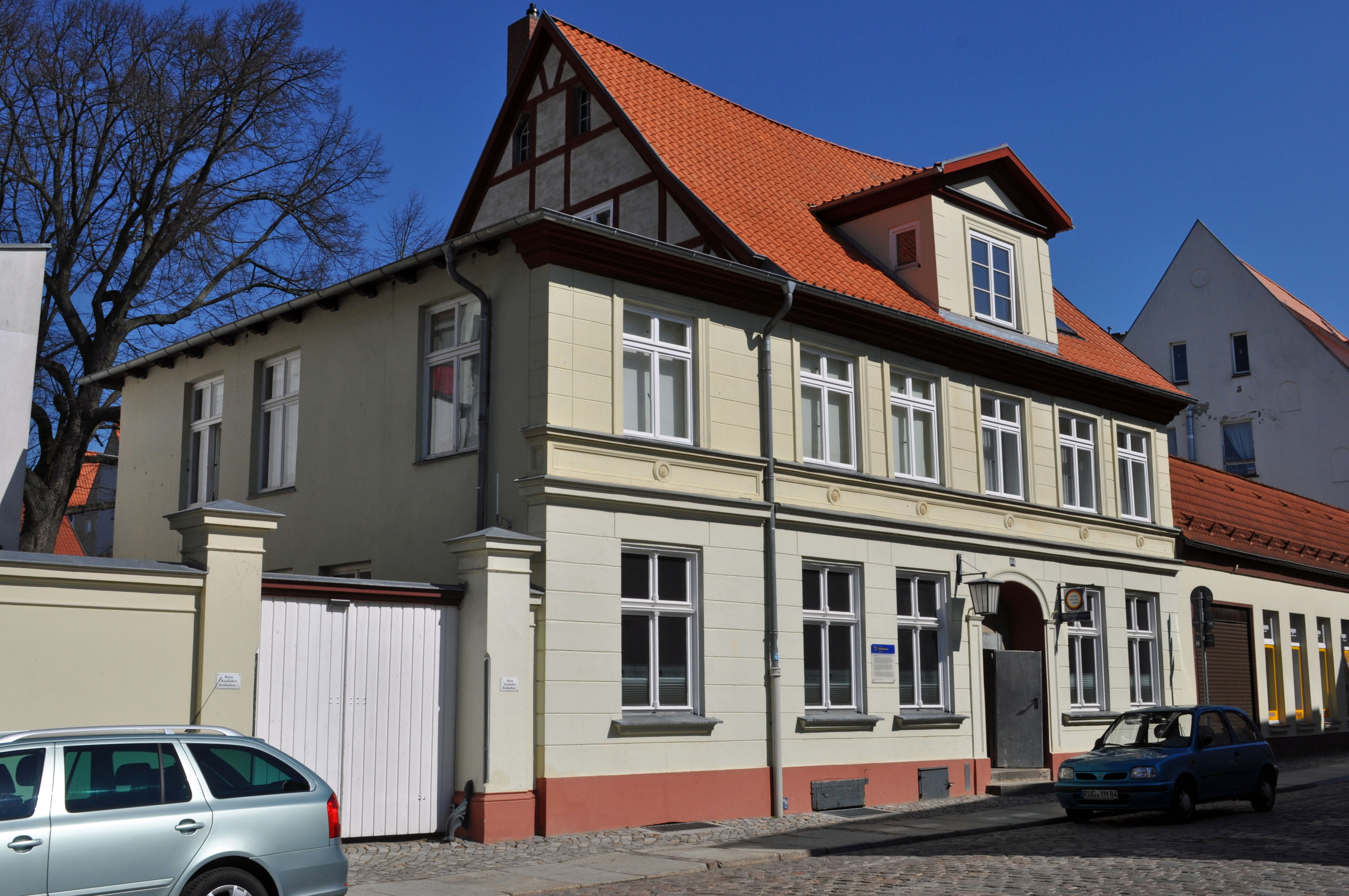
Das Elternhaus in der Heilgeiststraße 94

Ihr Vater, Carl Schönrock, hatte 1919 den Installationsbetrieb für Sanitär- und Heizungsanlagen „Carl Grönhagen GmbH“ in der Heilgeiststraße 94 in Stralsund übernommen. Nach seinem Tod 1948 führte seine Ehefrau Gertrud den Betrieb, da der Sohn Rolf im Zweiten Weltkrieg als vermisst gemeldet und später als tot erklärt worden war. Ursel Schönrock studierte an der Universität Greifswald Kunstgeschichte, dort lernte sie auch ihren späteren Ehemann Hans Werner Grohn (1929–2009) kennen. Sie wechselte zur Humboldt-Universität zu Berlin und wurde 1952 bei Richard Hamann mit der Dissertation Die Plastik in Mecklenburg von 1250 bis 1350 promoviert.
Zunächst wurde sie studentische Hilfskraft bei den Staatlichen Museen in Ost-Berlin, später Kustodin bei der Berliner Skulpturensammlung. Im Zuge der Entstalinisierung wurden Ursel Schönrock und Hans Werner Grohn beauftragt, die Kunstwerke, die nach dem Krieg nach Leningrad transportiert worden waren, zu katalogisieren und zu verpacken, damit diese Kulturgüter nach Berlin zurückgeführt würden. Eine große Ausstellung „Schätze der Weltkultur von der Sowjetunion gerettet“ in Berlin zeigte anschließend ihre Rückkehr.
Im Dezember 1957 heirateten Ursel Schönrock und Hans Werner Grohn. Nach der Flucht des Direktors der Skulpturensammlung Heino Maedebach (1913–1983) im Dezember 1958 übernahm Ursel Grohn den Direktorenposten. Zunehmende politische Probleme führten im Februar 1960 zur Flucht des Ehepaars Grohn nach West-Berlin. Zuvor schrieb Ursel Grohn noch an ihre Kolleginnen und Kollegen:
„Wenn Sie den Brief in Händen halten, habe ich mit meinem Mann Ostberlin verlassen und meine Stellung damit in den Museen gekündigt. ... Im Übrigen hoffe ich fest auf eine Wiedervereinigung und auf ein Wiedersehen in einem geeinten Deutschland.“
Ursel und Hans Werner Grohn wurden im selben Jahr nach Bayern ausgeflogen und kamen nach Würzburg. Über Florenz gelangten sie nach Rom, wo er als Kunsthistoriker, Buchautor und Journalist arbeitete. Sie war von 1963 bis 1969 als  wissenschaftliche Assistentin bei der Bibliotheca Hertziana tätig. Da er 1968 Oberkustos an der Hamburger Kunsthalle geworden war, siedelte auch sie 1969 nach Hamburg um. Bis 1994 arbeitete sie projektbezogen für die Fotothek der Hertziana und hielt sich deshalb jährlich mehrere Wochen lang in Rom auf.
Als Hans Werner Grohn im Jahre 1975 zum Direktor des Niedersächsischen Landesmuseums Hannover berufen wurde, zog das Ehepaar dorthin um. In Hamburg hatte Ursel Grohn die Witwe des Bildhauers Gustav Seitz (1906–1969), Luise Seitz, kennen gelernt. Mit ihr ordnete sie den Nachlass des Künstlers und veröffentlichte 1980 das Werkverzeichnis von Gustav Seitz. Entsprechend der testamentarischen Verfügung von Luise Seitz rief sie 1989 die Gustav Seitz Stiftung in Hamburg ins Leben, die sie als Vorsitzende betreute.
Mit der Wende und friedlichen Revolution in der DDR konnte Ursel Grohn 1992 den elterlichen Betrieb und die Immobilien in Stralsund und Greifswald zurückerhalten. Sie reprivatisierte den Betrieb in Stralsund und gab den Mitarbeitern eine berufliche Perspektive. Im Oktober 2010 errichtete sie die Ursel Grohn-Schönrock Stiftung mit Sitz in Hannover, um den Denkmalschutz in Deutschland bei Bau- und Renovierungsmaßnahmen zu unterstützen und in Stralsund den Schutz von Bau- und Kulturdenkmalen, insbesondere von Gebäuden, Kirchen und Parkanlagen, zu fördern.
Ursel Grohn wurde in der Familiengrabstätte auf dem Hamburger Friedhof Ohlsdorf (Planquadrat AB 22) beigesetzt.

## Veröffentlichungen
- Ursel Schönrock: Die Plastik in Mecklenburg von 1250–1350 (= Dissertation Humboldt-Universität Berlin 1952).
- Ursel Grohn: Gustav Seitz. Das plastische Werk. Werkverzeichnis. Mit einer Einführung von Alfred Hentzen, Hauswedell, Hamburg 1980, ISBN 3-7762-0198-3. (Reprint Stuttgart 2002.)
- Gustav Seitz, Skulpturen Handzeichnungen, Bremen 1976, Ausstellung Kunsthalle Bremen, Badischer Kunstverein Karlsruhe, Katalog bearbeitet von Gerhard Gerkens, Ursel Grohn, Anne Röver (mit ausführlicher Literaturangabe).
- Gustav Seitz: Vier Dichter, Francois Villon, Heinrich Mann, Bertolt Brecht, Thomas Mann. Ausstellungskatalog bearbeitet von Gerhard Gerkens, Ursel Grohn, Brigitte Heise, Lübeck 1994.